# 부여 나성
부여 나성(扶餘 羅城)은 대한민국 충청남도 부여군 부여읍에 있는 삼국시대의 성곽이다. 1963년 1월 21일 대한민국의 사적 제58호로 지정되었다.
2015년 7월 4일 독일 본에서 열린 제39차 유네스코 세계유산위원회(WHC)에서 백제역사유적지구(총 8개의 유적지들 중 공주지역에 2곳(공산성, 송산리 고분군), 부여 4곳(관북리 유적 및 부소산성, 능산리 고분군, 정림사지, 부여 나성)가 세계 유산 등재 심사를 최종 통과했다. 이번 세계 유산 등재는 충청권에서는 최초로 선정되었다.

## 개요
백제의 수도 사비를 보호하기 위해 쌓은 둘레 8km의 성이다. 부소산성을 중심으로 동쪽과 서쪽으로 자연지형을 이용하여 부여시가지 외곽을 둘러싸고 있다.
우리나라에서는 평양에 있는 나성과 함께 가장 오래된 나성 중의 하나이며, 웅진(지금의 공주)에서 사비(지금의 부여)로 수도를 옮긴 538년경에 쌓은 것으로 보인다. 성벽은 부소산성의 동문이 있던 자리에서 시작하여 금강변까지 흙으로 쌓아만든 것으로, 지금은 약간의 흔적만 남아있다.
성의 바깥쪽 벽은 급한 경사를 이루고 안쪽 벽은 완만하여, 성위에서 말을 달릴 만한 길이 있고 곳곳에 초소가 있다. 가장 높은 산봉우리인 필서봉에는 횃불을 올리던 봉수터와 건물터가 남아있다. 성안에는 백제의 왕궁을 비롯하여 관청·민가·절·상가 및 방어시설이 있었을 것으로 보인다.
나성의 전체적인 구조는 남쪽과 서쪽으로 금강이 흐르고, 또 물길도 파놓아서 자연적인 2중구조를 이루고 있다. 부여나성은 청산성·청마산성과 함께 수도보호를 위한 외곽방어시설로 중요한 성이었다.

## 갤러리

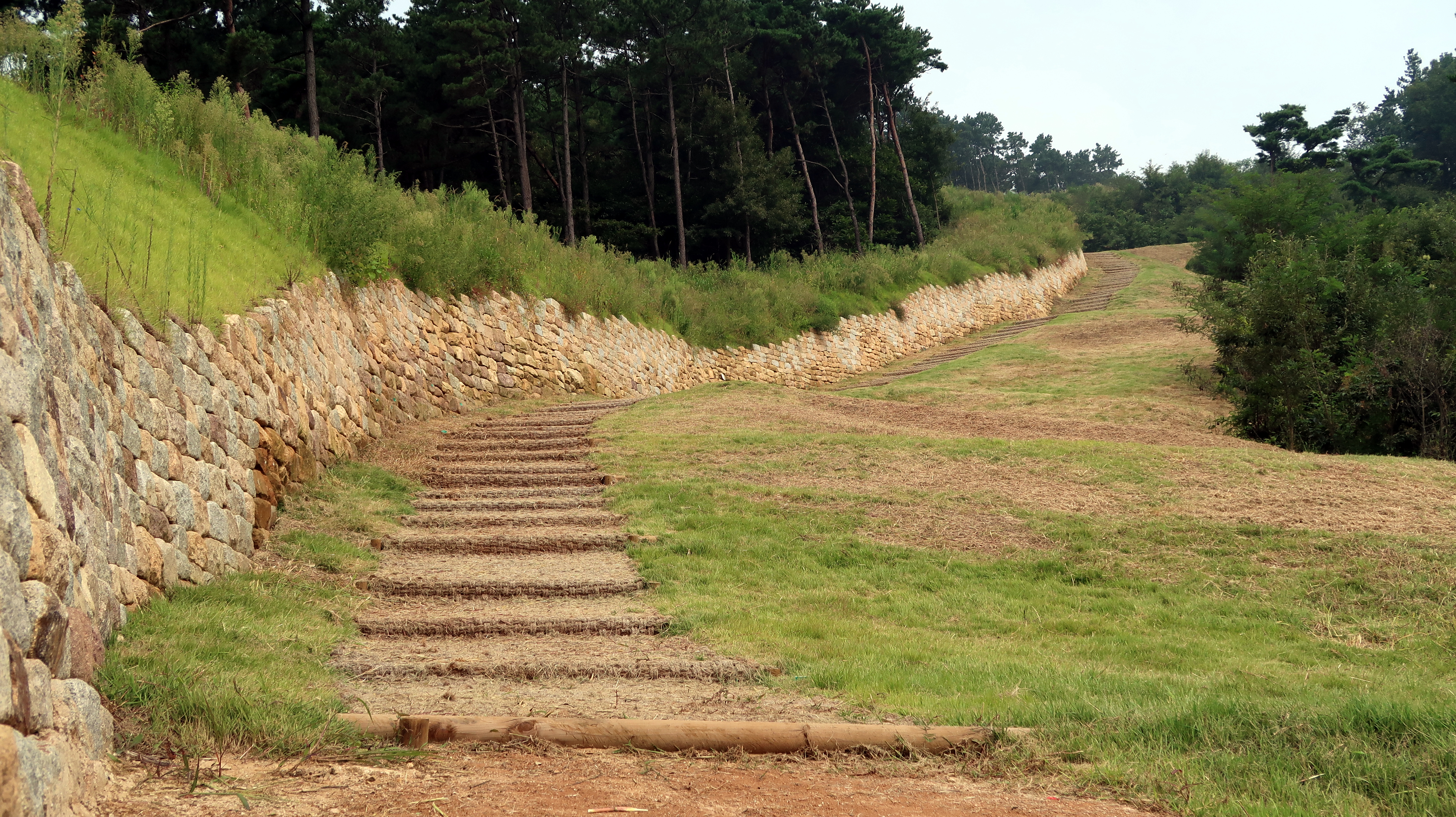

## 같이 보기
- 부소산성

## 참고 자료
- 부여 나성 - 국가유산청 국가유산포털